# Coregonus nobilis
Coregonus nobilis es una especie de pez de la familia Salmonidae en el orden de los Salmoniformes.

## Reproducción
Desova los meses de julio y agosto.

## Distribución geográfica
Se encuentra en Europa: lago Vierwaldstätter.